# بول مكارتني
السير جيمز بول مكارتني (Sir James Paul McCartney) (ولد في 18 يونيو عام 1942، في ليفربول، إنجلترا) هو مغني وموسيقي وشاعر غنائي بريطاني، وعضو فرقة البيتلز السابقة. مكارتني وجون لينون هما اللذان كتبا أغلب قصائد الفرقة الغنائية.

## المسيرة الفنية
بدأ مكارتني بكتابة الأغاني قبل أن كان عمره 16 عاماً، وقد كتب أكثر من 200 قصيدة غنائية، أشهرها قصيدة أغنية Yesterday لفرقة البيتلز. عام 1965، بالإضافة إلى Can't Buy Me Love و Hey Jude و Penny Lane و Eleanor Rigby وLet It Be.
حينما توقفت فرقة البيتلز عام 1970، واصل بول مكارتني وحده وأنتج العديد من الأغاني الناجحة، وكذلك كون فرقة خاصة به مع زوجته ليندا اسمها وينغز (Wings)، وكان Band On The Run أشهر ألبومات تلك الفرقة. اشتهرت الفرقة أيضاً بأغنية Live And Let Die التي ألفها مكارتني لأحد أفلام جيمز بوند الذي يحمل نفس الاسم.
بعد ذلك غنى بول مكارتني مع عدة مغنين مشهورين، مثل أغنية Ebony and Ivory مع المغني ستيفي وندر، وأغنية Say, Say, Say مع المغني الأسطورة ملك البوب في اوائل الثمانينات مايكل جاكسون.
تبلغ ثروة بول مكارتني أكثر من مليار دولار. متزوج للمرة الثالثة ودفع لزوجته الثانية مبلغ 46 مليون دولار كتسوية للطلاق.
مكارتني نباتي وامتنع عن تناول اللحوم منذ عدة عقود.
في عام 2019 دخل بول مجال التأليف الموسيقي المسرحي، من خلال تحضيره لوضع كلمات وألحان لمعالجة مسرحية لأحد كلاسيكيات السينما الأمريكية فيلم (إنها حياة رائعة).

## ألبوماته

### بدون فرقة وينغز
- McCartney (عام 1970)
- Ram (عام 1971)
- McCartney II (عام 1980)
- Tug of War (عام 1982)
- Pipes of Peace (عام 1983)
- Give My Regards to Broad Street (عام 1984)
- Press to Play (عام 1986)
- CHOBA B CCCP (عام 1988)
- Flowers in the Dirt (عام 1989)
- Off the Ground (عام 1993)
- Flaming Pie (عام 1997)
- Run Devil Run (عام 1999)
- Driving Rain (عام 2001)
- Chaos and Creation in the Backyard (عام 2005)
- kisses on the bottom (عام 2012)
- Egypt Station (عام 2018)[13]

### مع فرقة وينغز
- Wild Life (عام 1971)
- Red Rose Speedway (عام 1973)
- Band on the Run (عام 1973)
- Venus and Mars (عام 1975)
- Wings at the Speed of Sound (عام 1976)
- London Town (عام 1978)
- Back to the Egg (عام 1979)
- Band on the Run: 25th Anniversary Edition (عام 1999)

## وصلات خارجية
- بول مكارتني على موقع IMDb (الإنجليزية)
- بول مكارتني على موقع ميتاكريتيك (الإنجليزية)
- بول مكارتني على موقع الموسوعة البريطانية (الإنجليزية)
- بول مكارتني على موقع روتن توميتوز (الإنجليزية)
- بول مكارتني على موقع مونزينجر (الألمانية)
- بول مكارتني على موقع قاعدة بيانات الأفلام العربية
- بول مكارتني على موقع ألو سيني (الفرنسية)
- بول مكارتني على موقع ميوزك برينز (الإنجليزية)
- بول مكارتني على موقع رولينغ ستون (الإنجليزية)
- بول مكارتني على موقع تيرنر كلاسيك موفيز (الإنجليزية)
- موقع بول مكارتني الرسمي